# Eri Takeda
Eri Takeda (竹田 えり Takeda Eri?,  Nishinomiya, Prefectura de Hyōgo, 24 de marzo de 1958) es una cantante, compositora, actriz y seiyū japonesa, anteriormente afiliada a 81 Produce. Algunos de sus papeles más destacados incluyen el de Milia Fallyna Jenius en la franquicia de Macross y Morino en Sailor Moon.

## Biografía
Takeda nació el 24 de marzo de 1958 en la ciudad de Nishinomiya, Prefectura de Hyōgo. Asistió y se graduó del Kunitachi College of Music. Su debut se produjo en 1982, apareciendo en el programa de televisión Uta tte Go. En 1988, Takeda formó la unidad "Otsu, peretta" junto a Mayumi Tanaka y Kankou Nagai. En 2012, formó la nueva unidad "Cornikes" con Mayumi Tanaka, Kazue Ikura y Urara Takano.

## Filmografía

### Programas de televisión
- Uta tte Go (1982-84, NHK Educational TV)
- Look Look Kon'nichiwa (Nihon TV)
- Seikatsu Hyakka (Fuji Television)
- Hitori de Dekirumon! (NHK Educational TV)
- Sukusuku Akachan (NHK Educational TV)

### Anime
- The Super Dimension Fortress Macross (1982) como Milia Fallyna Jenius
- Macross 7 (1994) como Milia Fallyna Jenius
- Sailor Moon (1995) como Morino
- HMashin Hero Wataru (1998) como Stella

### Películas animadas
- The Super Dimension Fortress Macross: Do You Remember Love? (1984) como Milia Fallyna Jenius

### OVAs
- The Super Dimension Fortress Macross: Flash Back 2012 (1987) como Milia Fallyna Jenius
- Macross 7 Encore (1995-96) como Milia Fallyna Jenius
- Master Keaton (2000) como Carol